# Polyphagoidea
Polyphagoidea (лат.) — надсемейство насекомых из отряда тараканов (Blattodea). Ископаемые представители известны, начиная с юрских и меловых отложений на территории Австралии и Евразии; вид Paraeuthyrrhapha groehni описан по инклюзам в балтийском янтаре и датируется эоценом.

## Классификация
По данным сайта Fossilworks, на май 2017 года в надсемейство включают следующие семейства:
- † Holocompsidae Rehn, 1951
- † Liberiblattinidae Vrsansky, 2002
- Polyphagidae Walker, 1868 — тараканы-черепашки
- † Skokidae Vrsansky, 2007
- † Socialidae Vrsansky, 2010

### Skokidae
Семейство Skokidae включает единственный вид Skok svaba, останки представителей которого были найдены в 2007 году в формации Карабастау (Казахстан) и датируются возрастом 161,2—150,8 млн лет (верхняя юра).